# Titusz Dugovics
Titusz Dugovics sau Titus Dugović (în maghiară Dugovics Titusz; n. ?- d. 21 iulie 1456) a fost un soldat mitic maghiar de etnie croată sau sârbă care a luptat împotriva forțelor Imperiului Otoman în Asediul Belgradului din 1456 și a murit eroic, împiedicându-l pe portdrapelul turc să înfigă steagul otoman pe turnul cetății. Cu toate acestea, existența sa istorică este pusă la îndoială, deoarece toate cronicile cunoscute în care apare au o veridicitate extrem de discutabilă.

## Asediul
Cetatea Nándorfehérvár (Belgrad) era stăpânită la acel moment de armatele conduse de Iancu de Hunedoara. Ea a fost asediată în perioada 4- 22 iulie 1456 de oștile sultanului Mehmed al II-lea. După ce mai multe lupte înverșunate, trupele otomane au atacat zidurile orașului pe 21 iulie, iar un ienicer a reușit, potrivit legendei, să urce în vârful turnului și să înfigă acolo drapelul otoman. El a fost dat jos de soldați în același moment în care Dugovics l-a înșfăcat pe portdrapel, trăgându-l de pe ziduri. Ca urmare, atât Dugovics, cât și purtătorul de steag au căzut de pe ziduri, aflându-și moartea.
Acest act eroic a avut un rol semnificativ în înfrângerea turcilor și onorează memoria apărătorilor orașului Nándorfehérvár.

## Persoană fictivă?
În studiul său, istoricul Tibor Szőcs susține că Titusz Dugovics nu a existat. O figură familiară în istoria maghiară, Dugovics este întruchiparea rezistenței antiotomane și a sacrificiului de sine. Această faptă eroică a servit ca subiect a numeroase creații literare și artistice la mijlocul secolului al XIX-lea și mai multe străzi din Ungaria au fost numite după el.
Cu toate acestea, o analiză a surselor istorice disponibile demonstrează că povestea nu poate fi considerată ca fiind corectă. Actul eroic a fost atestat documentar pentru prima dată în cronica lui Antonio Bonfini scrisă la sfârșitul secolului al XV-lea, în care este menționat un luptător maghiar anonim. Aceeași poveste este relatată atât de Bonfini, cât și de sârbul Konstantin Mihailović, în legătură cu Asediul fortăreței Jajce din 1464, referindu-se la un soldat anonim. Lucrarea istorică cehă de la începutul epocii moderne scrisă de Jan Dubravius se referă, de asemenea, la eroul de la Belgrad/Nándorfehérvár ca fiind necunoscut, dar îl descrie ca fiind ceh.
De la sfârșitul secolului al XVIII-lea, odată cu formarea conștiinței naționale maghiare, bravul soldat a fost privit ca un erou național și un model de urmat. Imre Dugovics, un membru al unei familii nobiliare maghiare de origine croată, a profitat de aceste relatări. În 1821, prin intermediul a trei documente false, a încercat să dovedească faptul că luptătorul anonim era un strămoș al familiei sale, numit Titusz Dugovics. Numele a fost făcut cunoscut publicului de către Gábor Döbrentei, un cărturar recunoscut al acelei perioade, care a fost înșelat de acele documente false și le-a publicat în lucrarea sa de istorie maghiară. Astfel, Titusz Dugovics și povestea lui a devenit curând (și a rămas de atunci) o parte a conștiinței istorice maghiare, deși personajul său nu ar trebui să fie considerat mai mult decât un personaj ficțional inventat la începutul secolului al XIX-lea. Singurul element al poveștii care poate fi acceptat ca autentic este actul de vitejie al unui soldat necunoscut descris de Bonfini și de Mihailović.